# ساموئل فلگ بیمس
ساموئل فلگ بیمِس (انگلیسی: Samuel Flagg Bemis; ۲۰ اکتبر ۱۸۹۱ – ۲۶ سپتامبر ۱۹۷۳) تاریخ‌نگار و زندگی‌نامه‌نویس اهل ایالات متحده آمریکا بود. او برای سال‌ها در دانشگاه ییل تدریس کرد و رئیس انجمن تاریخی آمریکا بود. بیمس را یکی از پایه‌گذاران رشتهٔ تاریخ دیپلماسی می‌دانند.
وی همچنین برندهٔ جوایزی همچون کمک‌هزینه گوگنهایم شده‌است و دو بار (۱۹۲۷ و ۱۹۵۰) جایزه پولیتزر را برده‌است.